# Gynoeryx maculalis
Gynoeryx maculalis är en fjärilsart som beskrevs av Griveaud 1964. Gynoeryx maculalis ingår i släktet Gynoeryx och familjen svärmare. Inga underarter finns listade i Catalogue of Life.